# MEKO 200
La fragata MEKO 200 es una clase de fragatas tipo MEKO construida en Alemania por ThyssenKrupp Marine Systems (TKMS).

## Variantes

### Clase Anzac(MEKO 200)

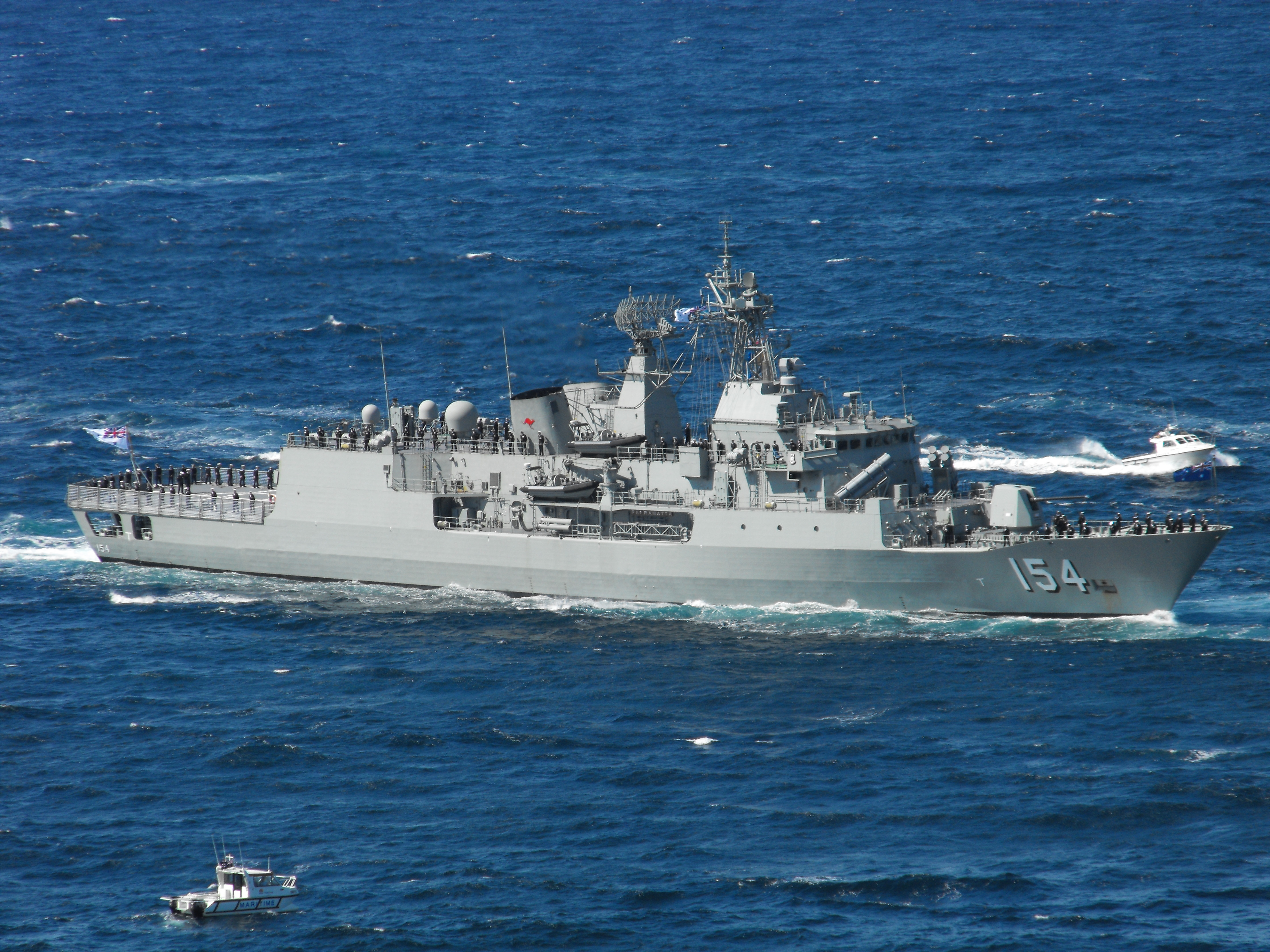
, de la clase Anzac es una fragata del tipo MEKO 200 de la Armada Real Australiana

Diez fragatas estuvieron construidas con el  diseño de la clase Anzac. Ocho la Armada Real Australiana, y dos para la Armada Real Neozelandesa
El Departamento de Defensa de Australia decidió actualizar sus Anzacs incluso antes de que se completaran todos los barcos. La configuración mejorada incluye misiles antibuque RGM-84 Harpoon instalados en dos lanzadores cuádruples, misiles Evolved Sea Sparrow empaquetados en cuatro en VLS que permiten transportar 32 misiles, cuatro señuelos de misiles activos Nulka y la mina TSM 5424 Petrel y la evasión de obstáculos. sistema de sonda, todas las actualizaciones y construcciones nuevas están programadas para completarse en 2006.

### Clase Yavuz/Bárbaros (MEKO 200TN)

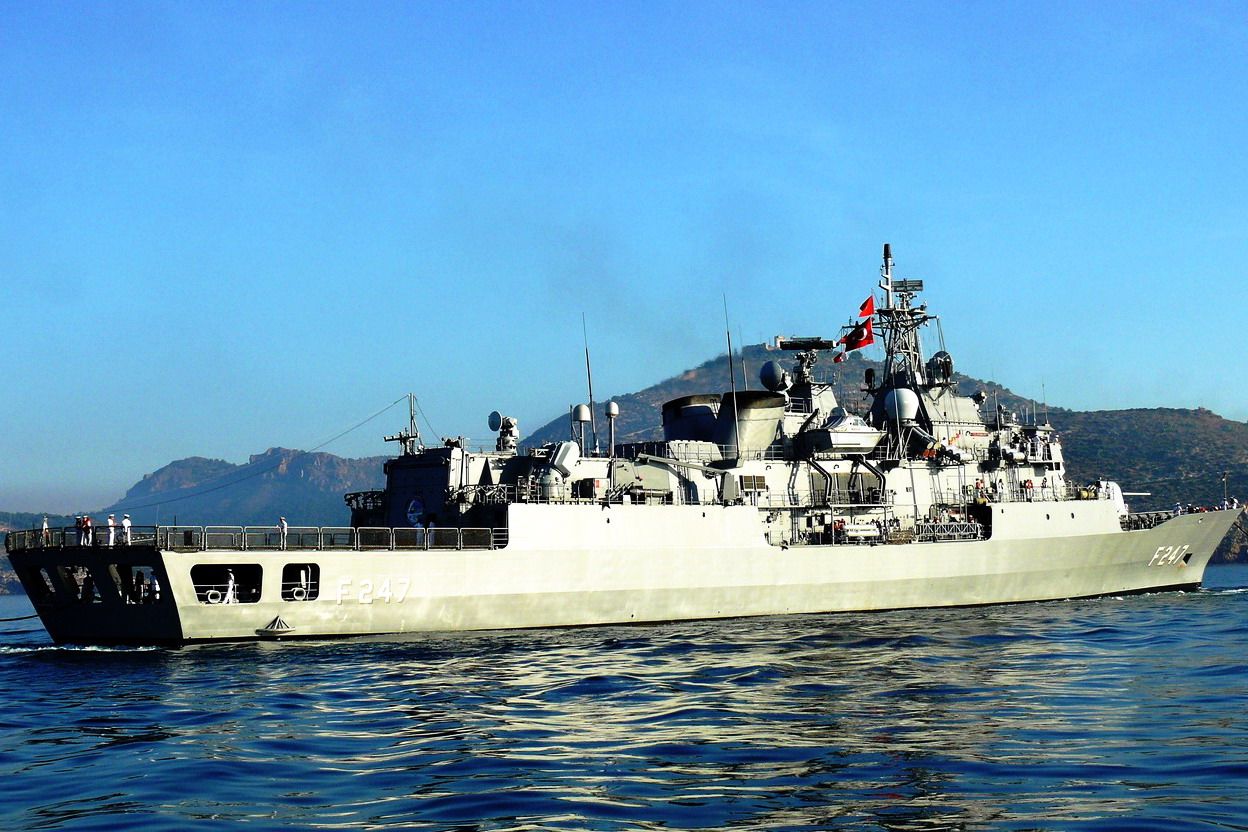
TCG Kemal Reis, un Salih Reis-clase (MEKO 200 TN II-B) fragata de la Armada de Turquía

La variante turca, MEKO 200TN, es una fragata polivalente tipo MEKO 200 modificada. El primer pedido para la Armada turca se firmó en abril de 1983 con dos MEKO 200TN construidos en Alemania y dos construidos en los astilleros de Gölcük en Turquía. Los buques también se conocen como MEKO 200TN Track I o clase Yavuz. Siguieron dos pedidos más, cada uno conocido como clase Track IIA Barbaros y Track IIB. Las fragatas de la clase Yavuz han adoptado el método de propulsión CODAD con motores diésel de 4 MTU de 20 V, que requieren una gran cantidad de mantenimiento.
La variante turca, MEKO 200TN, es un modificado MEKO 200, es decir una fragata multirol

### Clase Vasco da Gama(MEKO 200PN)

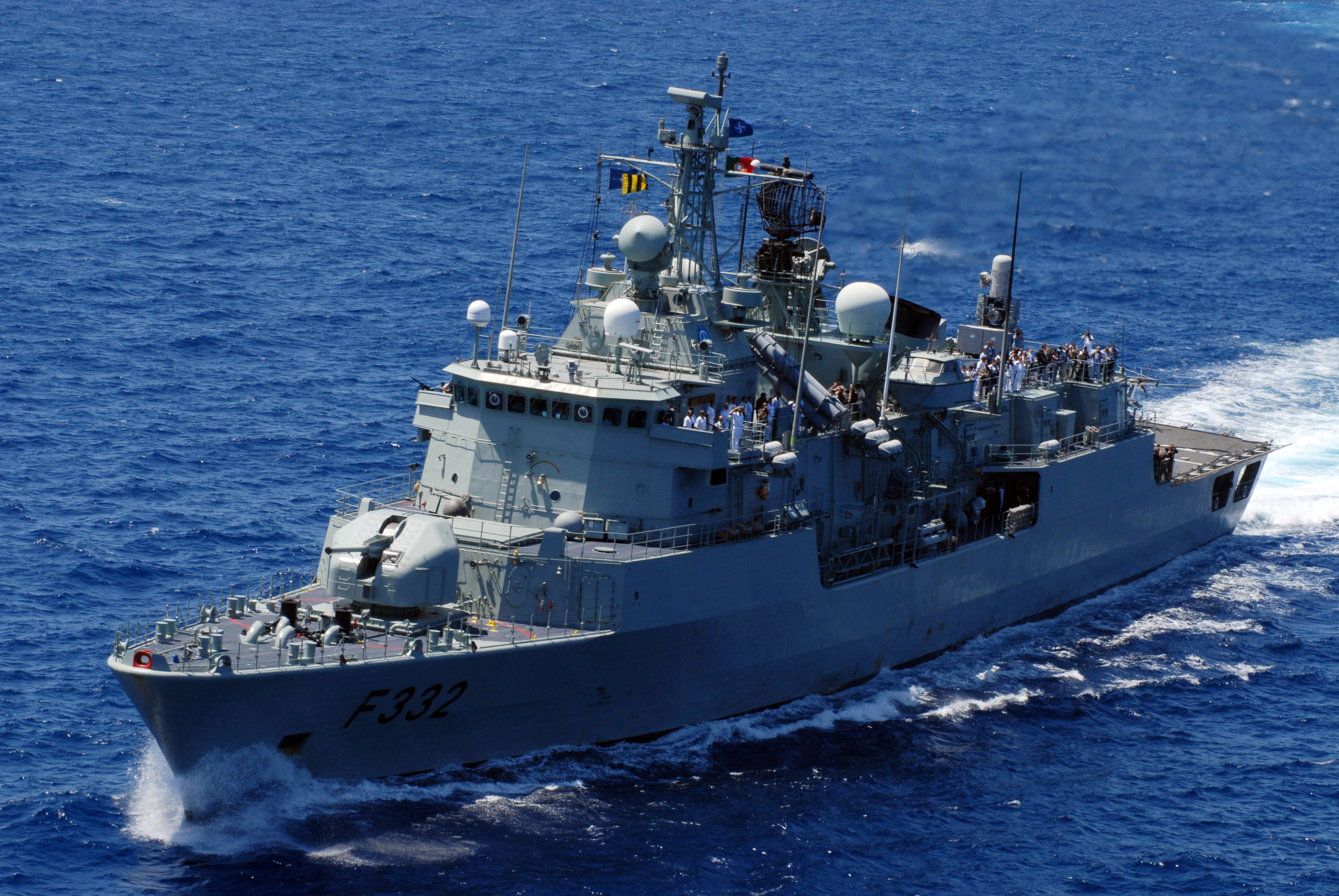
La fragata de la Marina portuguesa Corte Real participa en un pase y revisión durante el Consejo Atlántico Del norte en Día de Mar.

La clase Vasco da Gama es un desarrollo del MEKO 200 PN concepto alemán, son unos barcos de superficie importantes para la marina portuguesa. Portugal opera tres barcos de esta clase, los cuales estuvieron construido en Kiel por Blohm + Voss y más tarde por HDW, utilizando técnicas de construcción modular. Estos barcos son únicos en el MEKO 200 familiares cuando  son las únicas fragatas equipadas con un cañón francés de 100 mm como su arma principal.
El proyecto para la construcción de tres fragatas de esta clase estuvo autorizada por el Gobierno portugués en 1985, cinco años después de la petición de la Marina Portuguesa para la adquisición de barcos de nuevos barcos de Superficie

### Clase Hydra(MEKO 200HN)

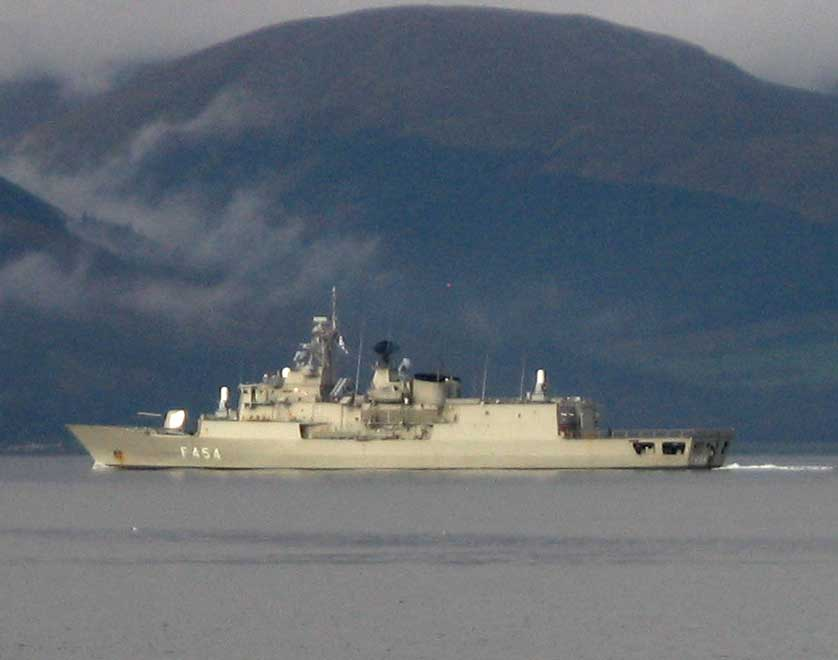
Fragata de la Armada Griega HS Psara en Escocia, en el inicio del (NW 063) ejercicio de formación de la multinacional.

Las fragatas MEKO tienen especificaciones de alto nivel en cuanto a resistencia a los golpes, requisitos de rigidez para los sistemas de radar y de control de incendios, y resistencia a la explosión y a la presión del gas para mantener la integridad de los sistemas de armas a bordo. El casco está construido de acero de alta resistencia a la tracción con un límite elástico de S355 N/mm² 'grados de acero estructural' .
El barco está dividido en doce secciones estancas autosuficientes, que funcionan casi independientemente unas de otras. Cada compartimento también tiene una transferencia de datos independiente al Sistema de Automatización Naval del barco, Nautos.
Las cuatro  HydraHydra Las  Hydra de la Armada Griega  son fragatas de 3200 toneladas del diseño MEKO 200HN. El primero de los cuatro, Hydra, fue construido por Blohm + Voss en Hamburgo y puesto en servicio en 1992. Los otros tres fueron construidos en Hellenic Shipyards Co. en Skaramagas . La Spetsai se encargó en 1996, La Psara en 1998 y La Salamis en 1999. Se desplegaron tres fragatas clase Hydra en apoyo de la Operación Libertad Duradera 2002-2003.

### ClaseValor(MEKO A-200SAN)

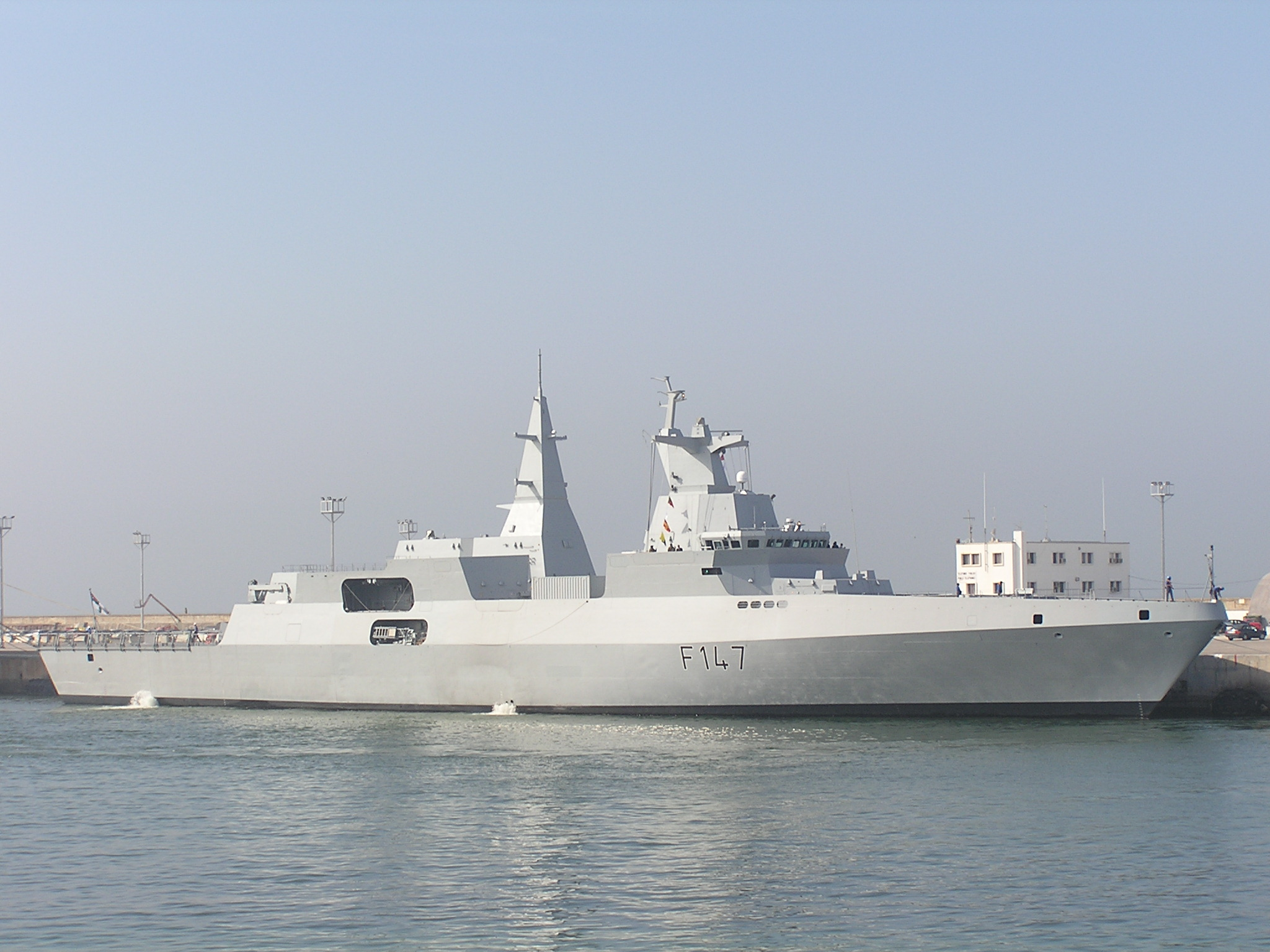
SAS Spioenkop antes de que se instalaran armas y sensores

4 fragata de la clase Valor: SAS Amatola, SAS Isandlwana, SAS Spioenkop y SAS Mendi fueron construidos por Blohm + Voss para la Armada de Sudáfrica entre 2000 y 2005.
El diseño mejorado del A-200SAN incorpora nuevas medidas de reducción de firmas. El sistema de gestión de combate proviene de Thales. Se pueden instalar dos SuperLynx 300, un Atlas Oryx, dos AgustaWestland AW109, un Rooivalk o varios UAV.

### ClaseErradii(MEKO A-200AN)
La Armada de Argelia opera dos fragatas MEKO A-200AN, Erradii (910) y El Moudamir (911). El MEKO A-200AN se basa en el MEKO A-200SAN. Los barcos se encargaron a ThyssenKrupp Marine Systems; la construcción fue subcontratada al astillero ADM Kiel. Había una opción para dos más en 2014 pero a partir de 2021 el número de barcos en servicio era de dos.
El MEKO A-200AN incluye el siguiente equipo:
- Cañón principal Oto Melara 127/64 LW 127 mm
- Cañones MSI-Defensa de 30 mm
- Denel Dynamics Umkhonto - Misiles tierra-aire IR
- Misiles antibuque Saab / Diehl Defense RBS-15 Mk3
- Lanzadores de señuelos Rheinmetall Defense MASS softkill
- Radar de vigilancia Saab Sea Giraffe AMB 3-D
- Saab CEROS 200 radar / directores de control de incendios electro-ópticos
- Sonda Thales UMS4132 Kingklip

En 2016, Navy Recognition informó que se esperaba que el MEKO A-200AN usara la propulsión CODAG -WARP (chorro de agua y hélices refinadas) como el MEKO A-200SAN, con el MEKO A-200AN con un propulsor de chorro de agua y dos hélices. .

### ClaseAl-Aziz(MEKO A-200EN)
En diciembre de 2021, el gobierno alemán aprobó la venta de 3 fragatas a Egipto. Este pedido se incrementó a 4 y luego a las 6 fragatas actuales, algunas de las cuales se construirán en Egipto. La primera, Al-Aziz (904), fue entregada en 2022.
El MEKO A-200EN incluía el siguiente equipo:
- Cañón principal Oto Melara 127/64 LW 127 mm
- Cañones MSI-Defensa de 30 mm
- 32 celdas VLS para misiles tierra-aire VL MICA NG
- 8 misiles antibuque Exocet
- Lanzadores de señuelos Rheinmetall Defense MASS softkill
- Radar NS-110 4D AESA

## Operadores
- Australia: 8 MEKO 200 (Clase Anzac)[7]

- Turquía: 8 MEKO 200TN (4 x Clase Yavuz 4 x Clase Barbaros)[8]
- Grecia: 4 MEKO 200HN (Clase Hydra)[9]
- Sudáfrica: 4 MEKO A-200SAN (Clase Valour)[10]
- Portugal: 3 MEKO 200PN (Clase Vasco da Gama)
- Nueva Zelanda: 2 MEKO 200 (Clase Anzac)[11]
- Argelia: 2 MEKO A-200AN (Clase Erradii)[3]

Futuros operadores
- Egipto: 6 MEKO A_200EN (Clase Al-Aziz)[6] MEKO A-200EN.. Alemania aprobó la exportación de 3 buques alemanes en diciembre de 2021.[12][13] El último de los buques será construido en Egipto.[14]